# International Accounting Standards Board
L'International Accounting Standards Committee (IASC), ora denominato International Accounting Standards Board (IASB), è l'organismo responsabile dell'emanazione dei principi contabili internazionali.
Fondato a Londra nel 1973 quale ente di natura privata, è frutto di un accordo fra le maggiori associazioni professionali operanti in Australia, Stati Uniti, Canada, Messico, Giappone, Francia, Germania e Regno Unito.

## Attualità
Oggi può contare sulla adesione degli organismi di definizione degli standard di oltre cento paesi (Italia compresa); dal 2000, a conclusione di un lungo processo di ristrutturazione che ha condotto alla definizione di nuovi piani strategici e di un diverso assetto organizzativo, l'ente ha modificato la propria denominazione in IASB e ha assunto una nuova struttura, capace di coinvolgere nella elaborazione degli standard non solo la professione contabile, ma anche i rappresentanti degli investitori, degli analisti finanziari, del mondo accademico e imprenditoriale.
I principi contabili emanati dal "vecchio" IASC mantengono tuttora l'originaria denominazione di International Accounting Standards (IAS); i principi approvati a partire dal 2001 dallo IASB assumono invece la nuova denominazione di International Financial Reporting Standards (IFRS).

## Funzioni
In qualità di ente di carattere privatistico, lo IASB non vanta alcun “diritto di imposizione” nei confronti degli organismi che vi aderiscono, e ,di conseguenza non può obbligare loro l'utilizzo dei propri principi, dovendosi limitare a incentivarne la libera accettazione.
Il suo operato, tuttavia, acquisisce autorevolezza grazie all'appoggio del Comitato di Basilea, della IOSCO, dell'EFRAG, di organismi intergovernativi quali OCSE e ONU e di enti per lo sviluppo come la Banca Mondiale.

## Struttura organizzativa
La struttura organizzativa dello IASB si articola così: al vertice si trova la IASC Foundation, una organizzazione privata senza fini di lucro con sede nello Stato del Delaware (USA).

### Trustee
La sua amministrazione compete a un Consiglio di garanti composto da ventidue membri (Trustee), scelti da un apposito Nominating Committee in modo tale da offrire una rappresentazione omogenea delle differenti aree geografiche e delle diverse professionalità interessate allo sviluppo dei principi contabili internazionali.
I membri della IASC Foundation restano in carica per tre anni, con una sola possibilità di rinnovo; essi stessi provvedono alla nomina di un presidente.
Le decisioni vengono prese collegialmente, a maggioranza relativa o assoluta, semplice o qualificata in base alla maggiore o minore rilevanza dell'oggetto; ad ogni Trustee corrisponde un diritto di voto, che può essere esercitato solo in modo diretto, senza alcuna facoltà di delega.
Fra i principali compiti ascrivibili alla IASC Foundation si annoverano la definizione e la revisione periodica dei piani strategici dell'intera organizzazione, la raccolta dei fondi necessari a mantenerla operativa, la nomina dei membri degli organismi dipendenti, ovvero dell'International Accounting Standards Board (IASB), dello Standard Advisory Council (SAC) e dell’International Financial Reporting Interpretations Committee (IFRIC), il monitoraggio dell'attività svolta dal Board, l'approvazione del budget e del rendiconto annuale IASB.

### Board
Il Board è l'organismo istituzionalmente preposto alla elaborazione e alla approvazione dei principi contabili internazionali: si compone di quattordici membri.
Successivamente grazie ad un intenso lavoro di collaborazione, i principi contabili internazionali sono così passati da un'applicazione indiretta, ossia fondata sulla persuasione, ad una applicazione diretta, fondata sia sulle direttive che sui regolamenti.

### SAC
Lo Standard Advisory Council (SAC) è l'organismo tramite il quale tutte le organizzazioni (pubbliche e private) e tutti i soggetti interessati allo sviluppo dei principi contabili internazionali possono fornire i propri consigli ai Trustee e, soprattutto, al Board.
Tra le principali funzioni del SAC si annoverano la definizione a favore del Board di suggerimenti circa le priorità da seguire nello sviluppo dei nuovi IFRS e di osservazioni in merito alle implicazioni che la loro adozione può produrre sulle imprese e sui principali utenti dei bilanci.

### IFRIC
Infine, l’International Financial Reporting Interpretations Committee (IFRIC) è l'organismo con funzioni interpretative degli IFRS che dalla fine del 2001 sostituisce il precedente Standing Interpretations Committee (SIC).  
Accanto alle funzioni di carattere interpretativo, all'IFRIC compete anche la definizione di soluzioni tempestive a tutte le problematiche contabili non specificatamente affrontate dagli IFRS.